# Davit Čakvetadze
Davit Gočaevič Čakvetadze (in russo Давит Гочаевич Чакветадзе?; in georgiano დავით ჩაკვეტაძე?, Davit Chak'vet'adze; Kutaisi, 18 ottobre 1992) è un lottatore georgiano naturalizzato russo, specializzato nella lotta greco-romana. È stato campione olimpico per la Russia ai Giochi olimpici di Rio de Janeiro 2016 nel torneo degli 85 chilogrammi.

## Biografia
Ai Giochi europei di Baku 2015 ha vinto la medaglia d'oro nel torneo degli 85 chilogrammi, battendo in finale l'ucraino Žan Belenjuk. 
Ha rappresentato la Russia ai Giochi olimpici di Rio de Janeiro 2016 dove ha vinto il torneo degli 85 chilogrammi, vincendo la finale contro Žan Belenjuk, dopo aver superato l'azero Saman Tahmasebi nel turno qualificatorio, l'iraniano Habibollah Akhlaghi agli ottavi, il tedesco Denis Kudla ai quarti e l'ungherese Viktor Lőrincz in semifinale.
L'8 maggio 2021 è stato estromesso  dal serbo Zurab Datunashvili nella semifinale del torneo mondiale di qualificazione olimpica, mancando quindi la partecipazione a Tokyo 2020.

## Palmarès

### Per la Georgia
- Europei cadetti

Zrenjanin 2009: argento negli 85 kg;

### Per la Russia
- Giochi olimpici

Rio de Janeiro 2016: oro negli 85 kg;
- Giochi europei

Baku 2015: oro negli 85 kg;